# Dimethylsulfiet
Dimethtylsulfiet is de ester van methanol en zwaveligzuur. Het heeft als formule {\displaystyle {\ce {C2H6O3S}}}, of met  meer nadruk op de structuur: {\displaystyle {\ce {O=S(OCH3)2}}}.

## Synthese
Dimethylsulfiet wordt bereid in een molair 1:2 mengsel van thionylchloride en methanol. De reactie kan gekatalyseerd worden door tertiaire amines. De reactie verloopt waarschijnlijk via methylchlorosulfinaat {\displaystyle {\ce {(\ CH3OS(O)Cl\ )}}}. Deze stof heeft naast de methanol in het reactievat slechts een korte levensduur, en de ook bekende ontleding ervan naar chloormethaan en zwaveldioxide en treedt hooguit op een niet-waarneembaar niveau op.
{\displaystyle {\ce {SOCl2\ +\ 2\ CH3OH\ \longrightarrow \ (H3CO)2S=O}}}

## Structuur en conformatie
Voor het molecuul van dimethylsulfiet zijn verschillend conformaties mogelijk. De GG-vorm (gauche-gauche) is de meest stabiele variant. Elke C-O-binding staat gauche ten opzichte van de S=O-binding. In de figuur hieronder is een en ander grafisch weergegeven.

## Toepassingen
Dimethylsulfiet wordt in sommige polymeren toegepast als antioxidant. Het is onderzocht als oplosmiddel voor de elektrolyten in hoge-energie batterijen.